# Habitatge al carrer Dr. Junyent, 6 (Vic)
L'habitatge al carrer Dr. Junyent, 6 és un edifici eclèctic de Vic (Osona) inclòs a l'Inventari del Patrimoni Arquitectònic de Catalunya.

## Descripció

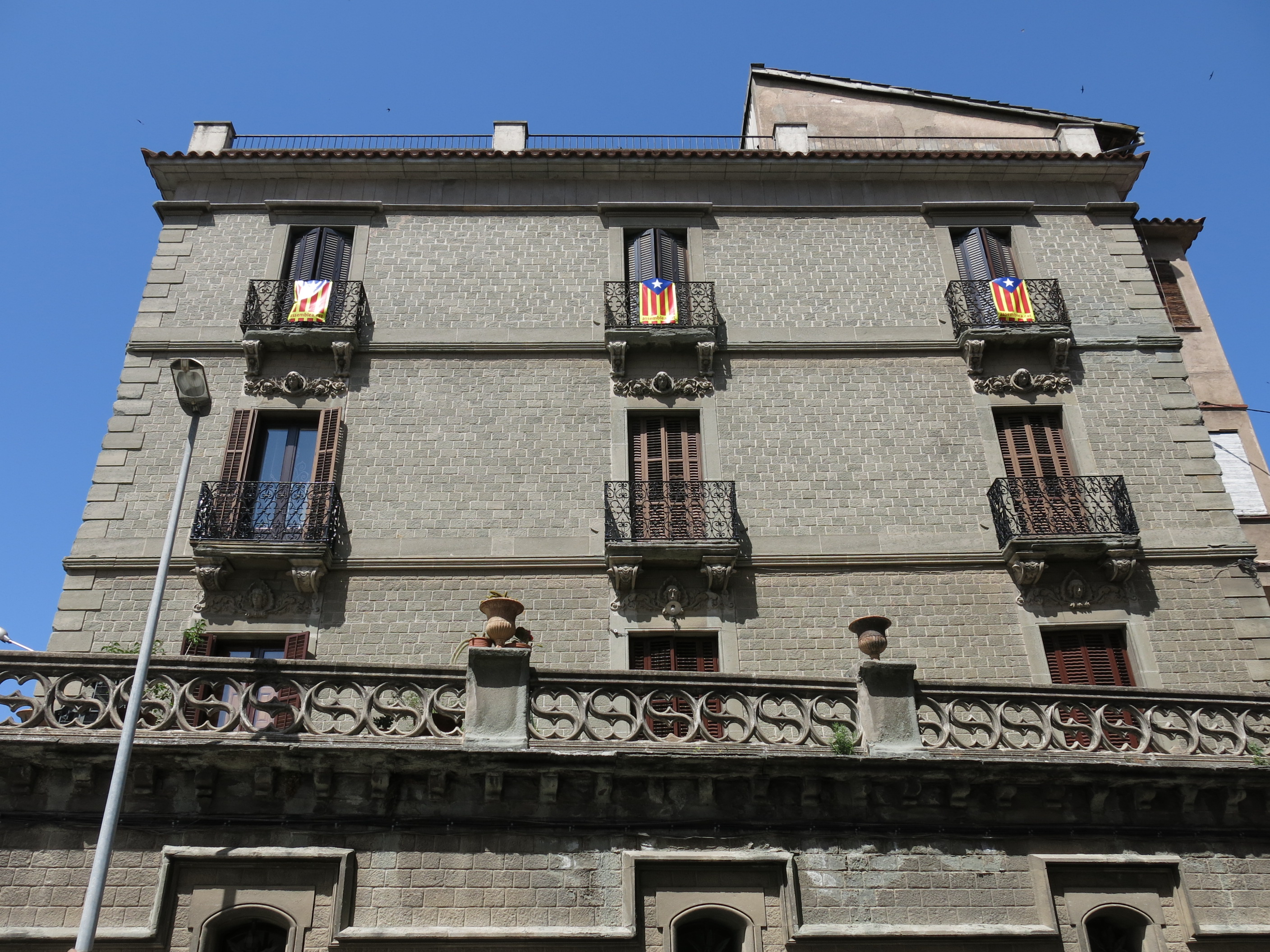
Façana del carrer del Bisbe Morgades

Edifici civil. Casa de pisos que consta de planta baixa i tres pisos. És de planta rectangular i a nivell de primer pis sobresurt una terrassa. A la part de llevant de l'edifici,a migdia, per la part que dona al carrer D. Junyent, s'hi obren cinc portals d'arc de mig punt. És construïda amb petits carreus de pedra, tallats regularment. Els balcons són sostinguts per modillons i damunt de les llindes dels portals hi ha uns relleus amb rostres clàssics i formes vegetals (en el primer i segon pis). Les reixes dels balcons són de ferro forjat. Cada pis és marcat per una cornisa. L'estat de conservació és bo.

## Història
Segons indica la dovella central del portal d'entrada la casa s'acabà de construir el 1895.
A les darreries del segle xix la ciutat de Vic va créixer pel sector de ponent amb motiu de la instal·lació de l'estació de Ferrocarril. A principis del segle XX s'inaugurava el carrer Verdaguer i més tard el carrer Arquebisbe Alemany que venia a prolongar el carrer Pla de Balenyà travessat pel carrer de Gurb i el Bisbe Morgades. Aquest eixample fou portat a terme per l'arquitecte municipal J. Miquelerena.
Ignorem qui fou l'arquitecte o constructor que va traçar aquesta casa, eclèctica, del xamfrà Dr. Junyent-Bisbe Morgades.